# Кухарі (Вишгородський район)
Кухарі́ — село в Україні, у Іванківській селищній громаді Вишгородського району Київської області. Населення становить 739 осіб.

## Історія

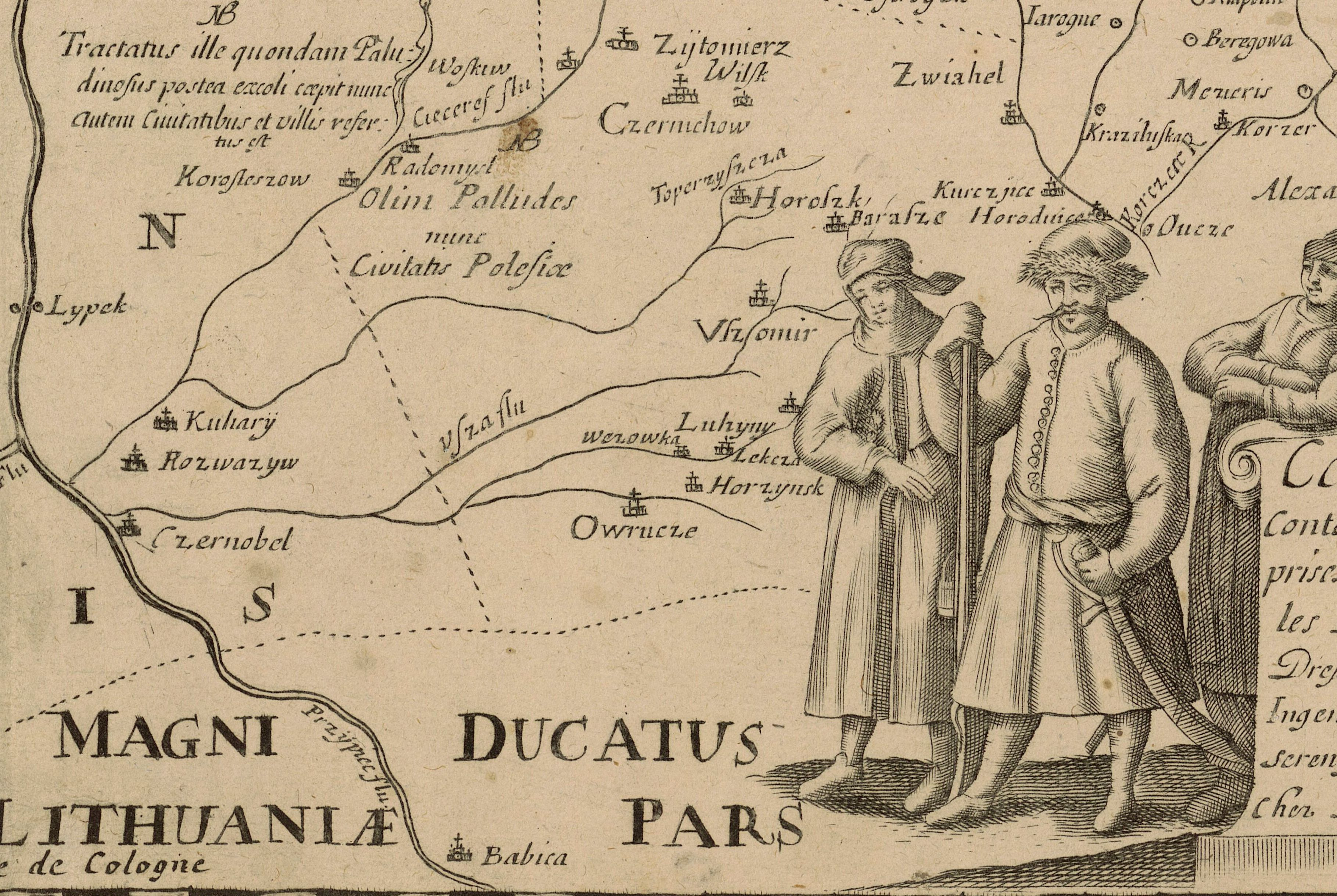
Кухарі на мапі Боплана, 1648 рік

На околицях сіл Кухарів та Підгайного виявлено залишки поселень доби неоліту.
Село Кухарі на річці Тетерів із церквою вперше позначене на мапі Боплана 1648 року.
1788 року у селі було збудовано нову дерев'яну Покровську церкву. Церква до наших днів не збереглася.

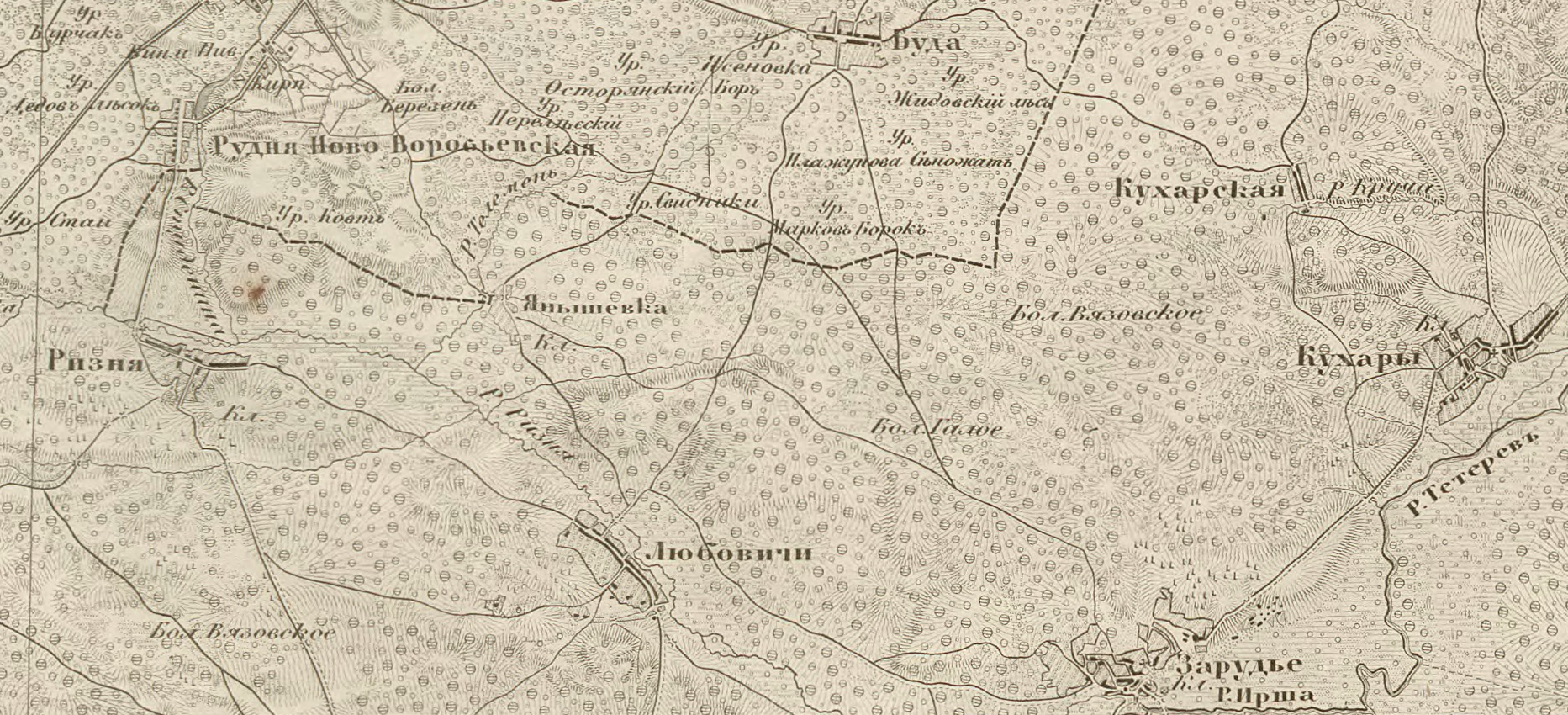
Кухарі на російській військово-топографічній мапі Київської губернії, 1868 рік

У 1868 і 1870 рр. тут відбулися виступи селян проти поміщика. Влітку 1914 року жителі Кухарів розгромили поміщицький маєток.
Після Першої світової війни в Кухарях німцем, що одружився з місцевою селянкою і залишився в них жити, було організоване виробництво гармонік. На такій гармоніці зараз грає Ілля Фетисов.
7 (20) листопада 1917 року, відповідно до Третього Універсалу Української Центральної Ради, увійшло до складу Української Народної Республіки.
За активну участь у Другій світовій війні 344 жителів удостоєно урядових нагород.
В «Історії міст і сіл Української РСР» про Кухарі початку 1970-х було подано таку інформацію:

| Кухарі — село, центр сільської Ради, розташоване за 40 км від районного центру і за 15 км від залізничної станції Тетерів. Населення — 1354 чоловіка. Сільській Раді підпорядковані населені пункти Заруддя, Кірове, Осовець, Підгайне, Слобода-Кухарська і Яхнівка. У Кухарях — центральна садиба колгоспу «Перемога», за яким закріплено 5,3 тис. га сільськогосподарських угідь, у т. ч. 3,5 тис. га орної землі. 14 колгоспників нагороджено орденами й медалями СРСР, серед них доярка (тепер зоотехнік) Н. Т. Самійленко і голова правління колгоспу І. М. Недзельський удостоєні ордена Леніна. В селі є середня школа, клуб, бібліотека, лікарня[4]. |
19 липня 2020 року, в результаті адміністративно-територіальної реформи та ліквідації Іванківського району, село увійшло до складу новоутвореного Вишгородського району.

### Російсько-українська війна
З кінця лютого до 1 квітня 2022 року під час російсько-української війни село було окуповане російськими військами.
Кухарі на Київщині стали місцем серйозних боїв. Українські військові в операції з деблокування Києва у напрямку контрудару на Іванків з допомогою одного міномету визволили село протягом двох днів, втім окупантам у кількості 2 танків, 3 БМП вдалося закріпитися на фермі. Оскільки це близько до житлових будинків, наші армійці не могли застосовувати важку артилерію, аби не завдати шкоди місцевим. Після визволення ЗСУ Слободи Кухарської противник кинув на прорив колону бронетехніки, яку було розбито завдяки мінуванню та засідці у посадці. Знищено 8 одиниць техніки. У відповідь окупанти почали знищувати село, бомблячи його 200 кг та 500 кг бомбами авіацією, яка робила нальоти з Білорусі. Про це нагадує величезна вирва на городі місцевої жительки. Цю вирву легко можна сплутати з невеликим озером. Ворогом по визволеному селу також застосовувалась важка артилерія та РСЗВ «Град».

## Відомі люди
- Зарицький Леонід Андрійович (1901—1983) — український радянський отоларинголог.
- Сосніна Ніна Іванівна (1923—1943) — Герой Радянського Союзу.
- Лич Володимир Миколайович (01.10.1951) — заслужений працівник освіти України (2011), доктор економічних наук, завідувач кафедри Київського національного університету будівництва і архітектури.
- Миронюк Віра Михайлівна (03.12.1945) — заслужений вчитель України (05.10.2001), директор Кухарівської ЗОШ І-ІІІ ст. Іванківського району, старший вчитель (2001), делегат III Всеукраїнського з'їзду вчителів України, відмінник народної освіти УРСР (1987), нагороджена Почесною грамотою Міністерства освіти і науки України, її ім'я занесене до Книги педагогічної слави України (2010). Уродженка ст. С. Біла Хабаровського краю (Росія), з 1968 р. проживає в с. Кухарі Іванківського району.
- Моргун Тетяна Миколаївна (14.02.1957) — заслужений працівник культури (2009), працювала директором Київського обласного центру охорони і наукових досліджень пам'яток культурної спадщини. Уродженка села.